# Bistum Wagga Wagga
Das Bistum Wagga Wagga (lateinisch Dioecesis Corvopolitana, englisch Diocese of Wagga Wagga) ist eine in Australien gelegene Diözese der römisch-katholischen Kirche mit Sitz in Wagga Wagga, New South Wales. Es wurde am 28. Juli 1917 aus Gebieten des Bistums Goulburn gebildet und untersteht seitdem dem Erzbistum Sydney als Suffraganbistum.

## Ordinarien
- Joseph Wilfrid Dwyer (1918–1939)
- Frances Augustin Henschke (1939–1968)
- Francis Patrick Carroll (1968–1983, dann Erzbischof von Canberra)
- William John Brennan (1984–2002)
- Gerard Hanna (2002–2016)
- Mark Edwards OMI (seit 2020)

## Weblinks

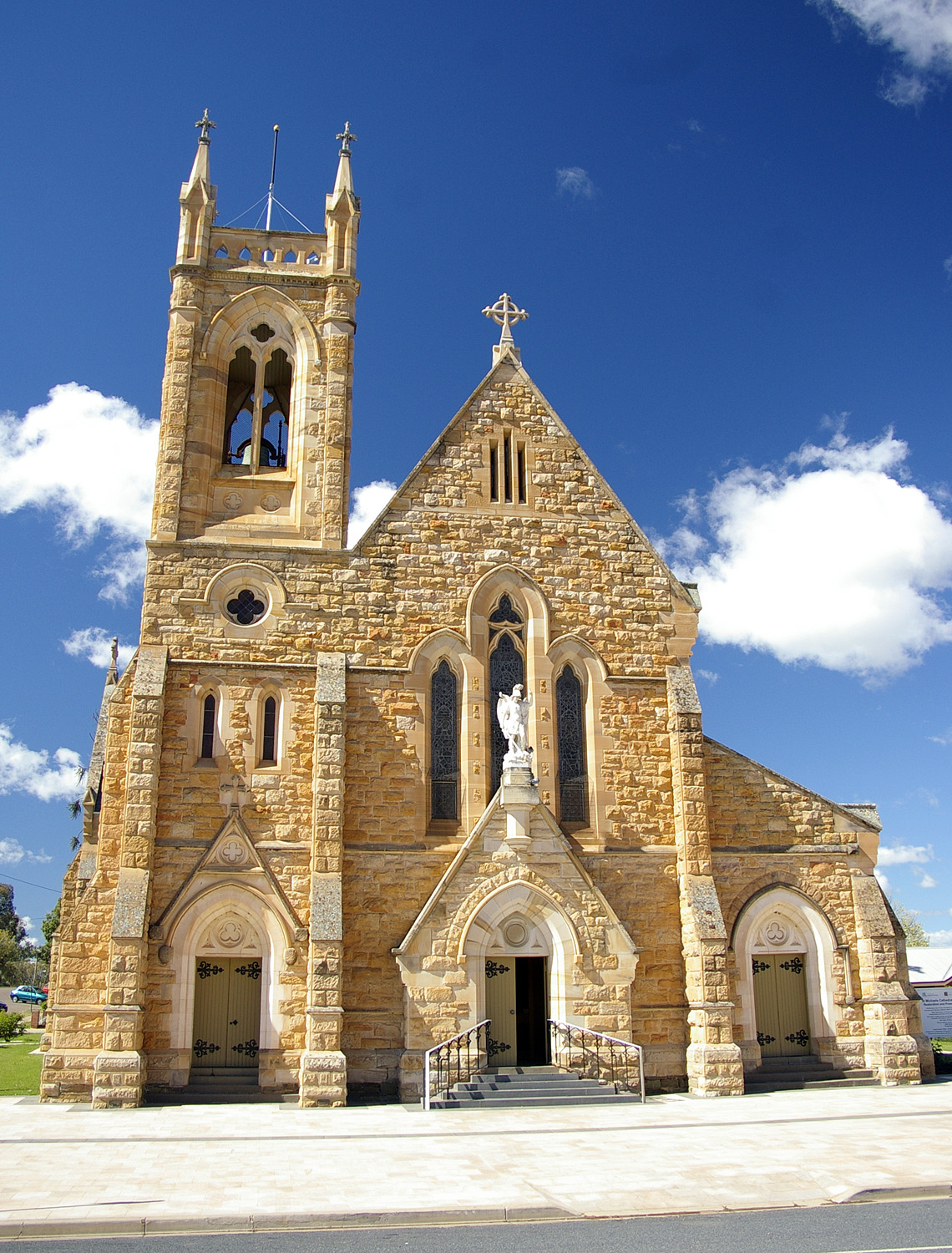
St. Michael’s Cathedral in Wagga Wagga